# Puccinia rumicis-scutati
Puccinia rumicis-scutati är en svampart som först beskrevs av Augustin Pyrame de Candolle, och fick sitt nu gällande namn av Georg Winter 1884. Puccinia rumicis-scutati ingår i släktet Puccinia och familjen Pucciniaceae.   Inga underarter finns listade i Catalogue of Life.